# (466246) 2013 CK174
(466246) 2013 CK174 es un asteroide perteneciente al cinturón de asteroides, descubierto el 9 de febrero de 2002 por el equipo Spacewatch desde el Observatorio Nacional de Kitt Peak (Arizona, Estados Unidos).